# Marsupilami (film)
Marsupilami (Sur la piste du Marsupilami) è un film del 2012 scritto, diretto, prodotto e interpretato da Alain Chabat. Il film è un live action dell'omonima serie a fumetti e animata di Marsupilami.

## Trama
La rete televisiva V8 rischia il collasso, il reporter Dan Geraldo viene incaricato di recarsi nel fittizio paese sudamericano della Palombia per intervistare un vero capo Paya, popolo che riesce a vivere oltre i 300 anni, e mandarlo come speciale del suo programma. Appena arrivato nella grande Palumbia viene rapito dal dittatore dello stato per riuscire ad avere un contatto con il suo idolo, "Céline Dion", ma l'incontro finisce bruscamente in un arresto forzato.
Intanto la sua guida, Pablito, viene ricattato da 3 gangster della zona per via di 180.000 Palombus (moneta del luogo) prestati allo stesso in precedenza, dopo essere riuscito a scappare dai 3 gangster si farà rinchiudere a forza nello stesso carcere in cui è stato rinchiuso Dan Geraldo e insieme faranno la conoscenza di Bolo che si scoprirà essere uno del popolo Paya, il quale li riconoscerà come gli eletti della profezia di Marsupilami.
I due si trovano ben presto a fronteggiare un vecchio botanico provolone di nome Hermoso riuscito a distillare, dall'orchidea del marsupilami, un siero della giovinezza a durata limitata che utilizzerà il più delle volte per fronteggiare i due eroi. Hermoso riuscirà a rubare non solo l'orchidea ma anche 3 uova del presunto Marsupilami, il suo scopo è quello di schiavizzare la specie per farsi portare altra orchidea sacra. Intanto i due vengono nuovamente rinchiusi ma stavolta insieme al vecchio dittatore, sostituito da Hermoso, e insieme utilizzano un vecchio passaggio segreto, fatto installare dallo stesso anni prima per queste tipo di situazioni, per uscire dal carcere ed andare a salvare la specie di Marsupilami.
Arrivati al palazzo il dittatore escogita un piano per distrarre le guardie per un periodo preciso, cioè vestirsi da Céline Dion e ballare al ritmo di una delle sue canzoni preferite facendo in modo che tutto l'esercito cominciasse a creare una coreografia simile a quella del video musicale originale, questo permetterà a Geraldo e a Pablito di prendere le uova, liberare Marsupilami e recuperare l'orchidea sacra.
Dopo essere riusciti a scappare dal palazzo l'emittente televisiva contatta Geraldo informandolo di aver trovato dei nastri che lo incolpano di essere un buffone e che i suoi reporter passati sono solamente delle messe in scena, gli danno non più di 19 minuti per recarsi nello studio televisivo di TV.Palumbia e di mandare un qualsiasi Scoop che risulti soddisfacente altrimenti verranno mandati in onda i nastri trovati, insieme a Pablito cominceranno una corsa contro il tempo per raggiungere l'emittente televisiva e di mandare in onda le immagini di Marsupilami, ma arrivati in studio un errore di Pablito cancellerà tutto il contenuto della cassetta e come se non bastasse Hermoso è arrivato e li minaccia di morte, nello studio fa ingresso il vero Marsupilami, inquadrato dalla telecamera lascia il mondo a bocca aperta e, sempre ripreso, ingaggia un combattimento contro Hermoso dove lo si vede perdere nel tentativo di salvare le sue uova.
Pablito e Geraldo faranno rinvenire Marsupilami che riuscirà a impedire la fuga di Hermoso bloccandogli la macchina, Hermoso, che intanto sta invecchiando nuovamente, assimilerà troppa linfa e questo lo porterà a diventare un bimbo in fasce praticamente innocuo a chiunque. Alla fine Dan Geraldo deciderà di rimanere insieme a Pablito, che con l'aiuto dI Marsupilami è riuscito a liberarsi dei 3 gangster, nella foresta di Palumbia e insieme sono in viaggio per assistere alla nascita dei 3 pargoli, ma sulla strada Geraldo cadrà in una trappola Paya, nella quale era già caduto in precedenza, e Pablito dovrà salvarlo nuovamente dalla stessa.